# Raphia mambillensis
Raphia mambillensis är en enhjärtbladig växtart som beskrevs av Otedoh. Raphia mambillensis ingår i släktet Raphia och familjen Arecaceae. Inga underarter finns listade i Catalogue of Life.